# Санстефанска България (1897)
„Санстефанска България“ е нелегален вестник на Скопския окръжен комитет на Вътрешната македоно-одринска революционна организация, издаван през зимата на 1896 – 1897 година в Скопие.

## История
Редактор на вестника е членът на Централния комитет на организацията Христо Матов. Печата се на хектограф. Вестникът открито защитава идеята за присъединяване на Македония към Княжество България. Властите залавят няколко броя и заради това и заради откритата му дейност срещу сръбската пропаганда и след няколко афери, Христо Матов е арестуван, съден и затворен в скопския затвор Куршумли хан. Оправдан е след намесата на английския кореспондент на вестник „Манчестър Гардиън“ Емери и на втория секретар на английското посолство Елиът.